# التظاهرات ضد الحرب 24 سبتمبر 2005
في 24 سبتمبر 2005، اندلعت العديد من الاحتجاجات ضد غزو العراق عام 2003 وحرب العراق.

## الولايات المتحدة

### واشنطن العاصمة

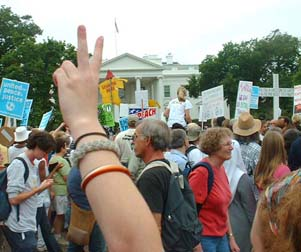
متظاهر مناهض للحرب يرفع علامة السلام إلى البيت الأبيض

وانضم متظاهرون من جميع أنحاء البلاد إلى المسيرة في واشنطن العاصمة التي نظمها تحالف الإجابة ومتحدون من أجل السلام والعدالة لتعزيز السلام وإنهاء الحرب في العراق.يدعي المنظمون أن حوالي 300000 شخص شاركوا في المظاهرة.وقالت الشرطة إن 150 ألفاً كانت «تخميناً جيداً مثل أي تخمين».  تم اختيار طريق المظاهرة ليكون قريبًا من البيت الأبيض، على الرغم من أن الرئيس جورج دبليو بوش كان بعيدًا في ذلك الوقت.
وحضر التجمع سينثيا ماكيني، وجورج جالواي، وكارلوس أريدوندو، وسيندي شيهان، وجيسي جاكسون، والمدعي العام الأمريكي السابق رامسي كلارك.
كما تضمنت أحداث 24 سبتمبر / أيلول أكثر من 300 فرد من عائلات الجيش «أفصح»، والتي تمثل حوالي 2500 عائلة عسكرية.

#### مسيرة البنك الدولي / صندوق النقد الدولي
بالإضافة إلى المسيرة والمسيرة الرئيسية التي أقيمت برعايةتحالف الإجابة ومتحدون من أجل السلام والعدالة، رعت الحشد من أجل العدالة العالمية مسيرة مغذية للاحتجاج على سياسات البنك الدولي وصندوق النقد الدولي (IMF)، والتي عقدت بالتزامن مع اجتماعات الخريف.البنك الدولي وصندوق النقد الدولي، والتي كانت تحدث في نفس عطلة نهاية الأسبوع.
اجتمعت مسيرة المغذي في دوبونت سيركل.بالإضافة إلى المزيد من المتظاهرين الرئيسيين، تجمعت كتلة سوداء كبيرة.هذه المسيرة من دوبونت سيركل لم يكن لديها تصريح مسيرة من حكومة العاصمة، وعلى هذا النحو، لم يتم الكشف عن تفاصيل مسار المسيرة الفعلي حتى اللحظة الأخيرة.جنبا إلى جنب مع الحشد الذي اجتمع في البداية، انضمت مسيرة مغذية ثانية احتجاجًا على مدرسة الأمريكتين إلى مجموعة البنك الدولي / صندوق النقد الدولي في دوبونت سيركل.
انطلقت مسيرة الحشد من أجل العدالة العالمية من دوبونت سيركل أسفل شارع كونيتيكت ومرورًا بميدان فراجوت، لتصل إلى مورو بارك والبنك الدولي.بعد السير غربًا على طول شارع h حتى شارع 19 NW، وواجهت حواجز الشرطة من ثلاث جهات، قامت المسيرة بتحويل وجهها وسارت شرقًا على طول شارع H إلى ميدان Lafayette، وانضمت إلى المسيرة الرئيسية التي رعتها تحالف الإجابة و متحدون من أجل السلام والعدالة.

#### مسيرة الكتلة السوداء الانفصالية

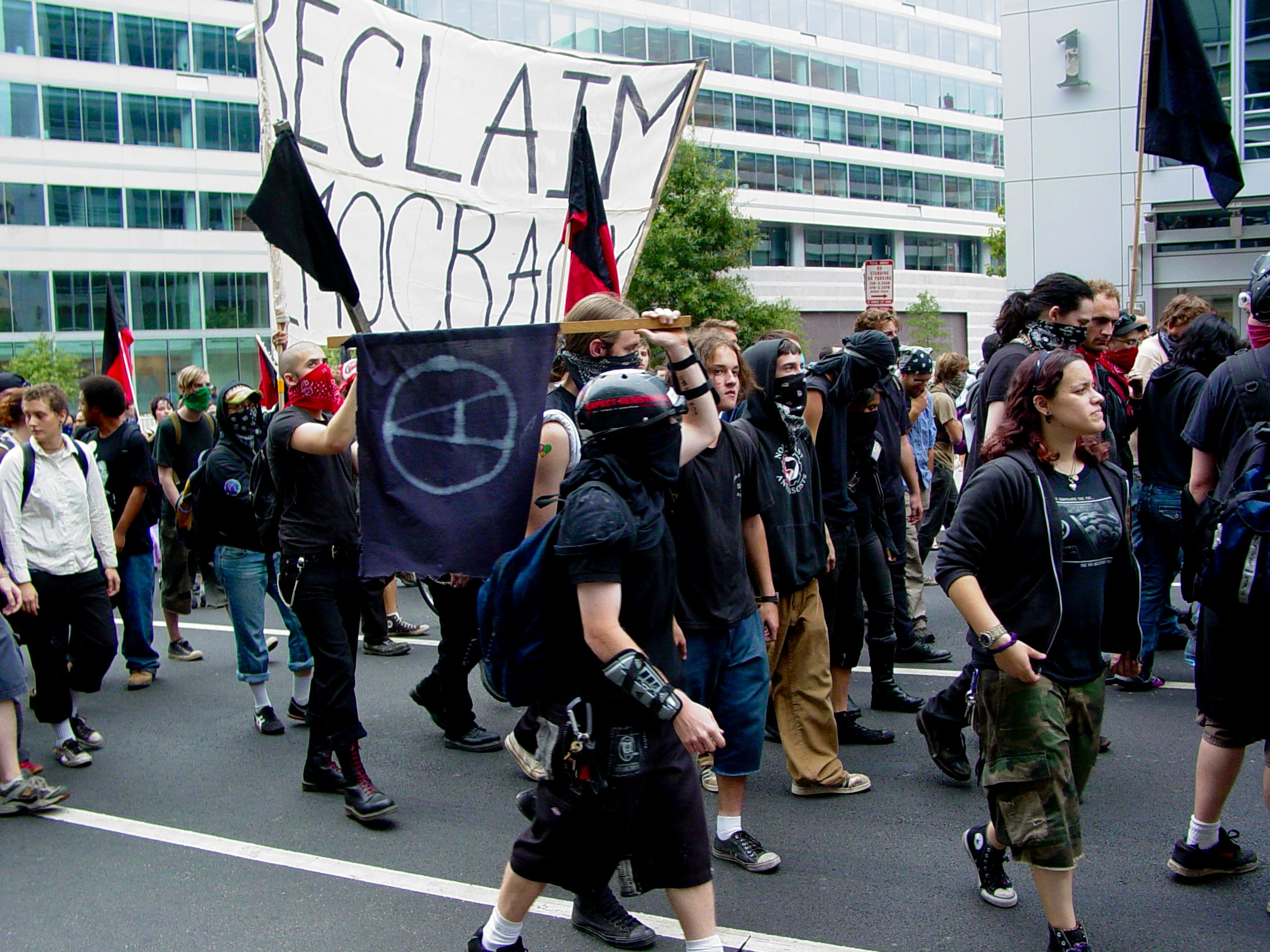
المشاركون في مسيرة الانفصال عن الكتلة السوداء بالقرب من البنك الدولي

بعد مسيرة التعبئة من أجل العدالة العالمية إلى البنك الدولي ثم البيت الأبيض، بدأت الكتلة السوداء مسيرة منفصلة ملتوية تمامًا عبر شوارع واشنطن، متجهة إلى أقرب مركز توظيف.عند الوصول إلى مركز التجنيد، بدأت الشرطة في رد فعل محركات دراجاتهم النارية بنتائج عكسية.افترض عدد من المتظاهرين الذين لم يكونوا على دراية بالتكتيك إطلاق الرصاص المطاطي، وتناثر الكثير من الكتلة السوداء بحثًا عن غطاء.مع تقليص الكتلة الرئيسية إلى حوالي ستين شخصًا، تراجعت الكتلة السوداء، مع العديد من صناديق الصحف المتناثرة وأوعية القمامة في محاولة لإبطاء الشرطة.انتهى التراجع عندما هاجمت الشرطة المجموعة في 11 و K Streets NW.

### مدن أمريكية أخرى

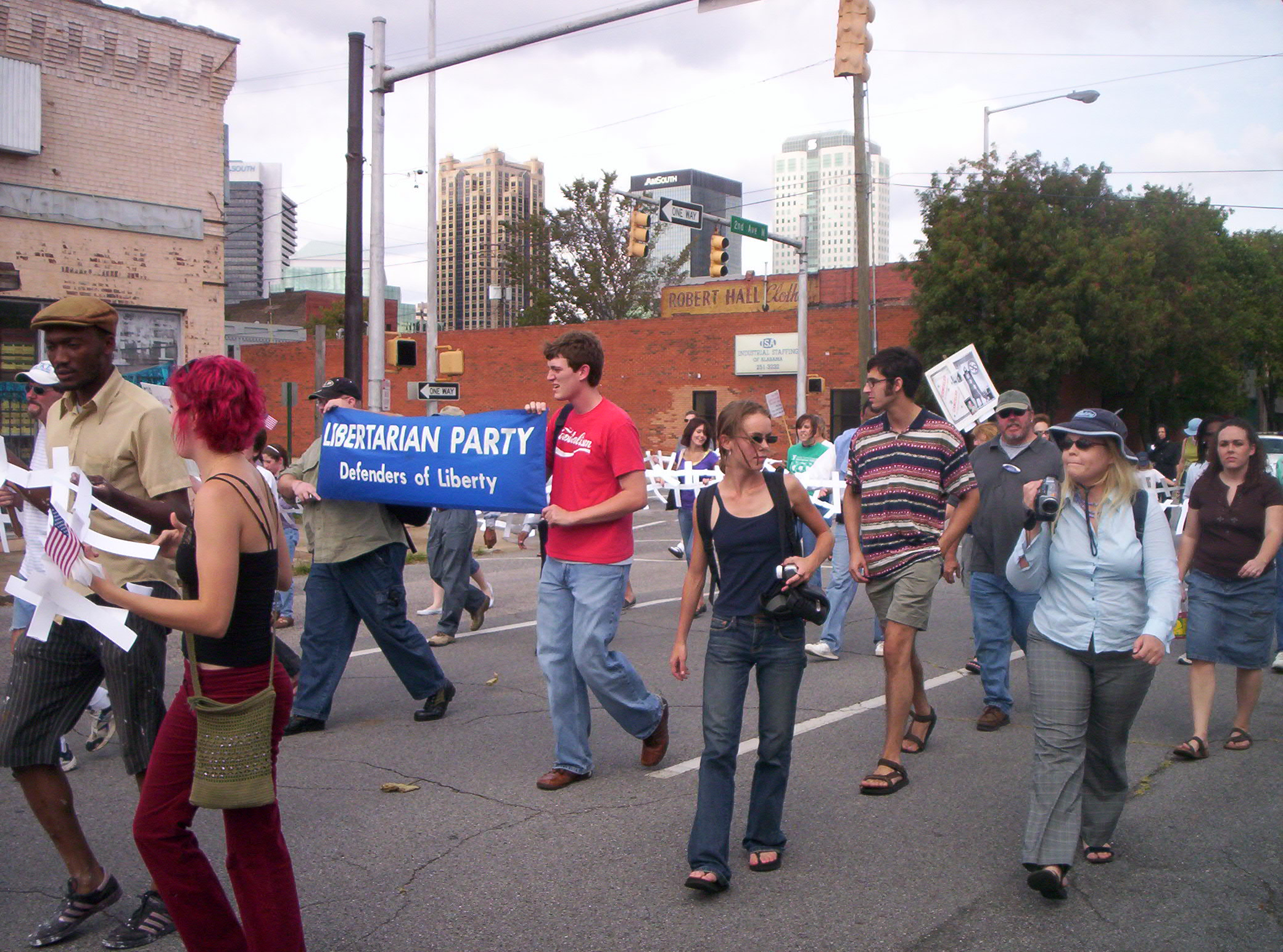
المتظاهرون المناهضون للحرب،بما في ذلك ليبرتاريان ألاباما مرشحة حاكم ولاية ألاباما لوريتا نال، يسيرون في برمنغهام، ألاباما

وحضر عدة آلاف مسيرة في دولوريس بارك في سان فرانسيسكو، كما نظمت مسيرات في لوس أنجلوس وسياتل وبرمنغهام،ألاباما.

## المملكة المتحدة
شارك الآلاف في مسيرة من ساحة البرلمان إلى هايد بارك.تقدر الشرطة أن 10000 شاركوا لكن المنظمين قدروا الرقم بـ 100000.نظم المظاهرة تحالف أوقفوا الحرب وحملة نزع السلاح النووى ورابطة مسلمى بريطانيا.تم تنظيم الاحتجاج ليتزامن مع الاحتجاج في واشنطن، ويحدث قبل بداية مؤتمر حزب العمال في ذلك العام. 

## في جميع أنحاء العالم
وخرجت مظاهرات في فلورنسا وروما وباريس ومدريد.

## أنظر أيضا
- احتجاجات ضد حرب العراق عام 2003
- قائمة مسيرات الاحتجاج في واشنطن العاصمة
- تحالف الجواب
- متحدون من أجل السلام والعدالة
- قدامى المحاربين من أجل السلام
- قدامى المحاربين في العراق ضد الحرب

## روابط خارجية
- الراعي المشارك لتحالف ANSWER
- متحدون من أجل السلام والعدالة الراعي المشارك
- التعبئة من أجل جلوبال جستس فيدر مارش راعي
- مجموعة احتجاجية محارب احتجاج مضاد
- «خطابي في التجمع المناهض للحرب» LewRockwell.com،25 سبتمبر 2005
- مجموعات الطلاب في مسيرات العاصمة وسان فرانسيسكو

### التصوير الفوتوغرافي في واشنطن
- Aerial photo of the massive crowd at the Ellipse at the Library of Congress (نسخة محفوظة 2008-08-22)
- Bread and Puppet Theater, creator of paper mache art use in march على موقع واي باك مشين (نسخة محفوظة 2005-09-21)
- Anarchist photos from the march
- Richard Renner's photos of the 2005-09-24 Peace March on Washington
- SeanMCollins.com Anti War Protest Gallery على موقع واي باك مشين (نسخة محفوظة 2007-09-27)